# Walter Padgett
Walter Gell Padgett (Kingston upon Hull, 1867 – Kingston upon Hull, 4 de maig de 1929) va ser un tirador anglès que va competir a començaments del segle xx.
El Jocs Olímpics va prendre part en els 1908 de Londres, on guanyà una medalla de plata en la prova de rifle militar per equips.